# Fosse
För andra betydelser, se Fosse (olika betydelser).
Fosse är en kommun i departementet Pyrénées-Orientales i regionen Occitanien i södra Frankrike. Kommunen ligger i kantonen Saint-Paul-de-Fenouillet som tillhör arrondissementet Perpignan. År 2022 hade Fosse 46 invånare.

## Befolkningsutveckling
Antalet invånare i kommunen Fosse
| Referens: INSEE |